# Chór Aleksandrowa
Chór Aleksandrowa (właściwie Dwukrotnie odznaczony Orderem Czerwonego Sztandaru Akademicki Zespół Pieśni i Tańca Armii Rosyjskiej im. A. W. Aleksandrowa, ros. Дважды Краснознамённый Академический ансамбль песни и пляски Российской армии имени А. В. Александрова) – rosyjski akademicki chór męski Armii Rosyjskiej.

## Historia

### Początki i rozwój

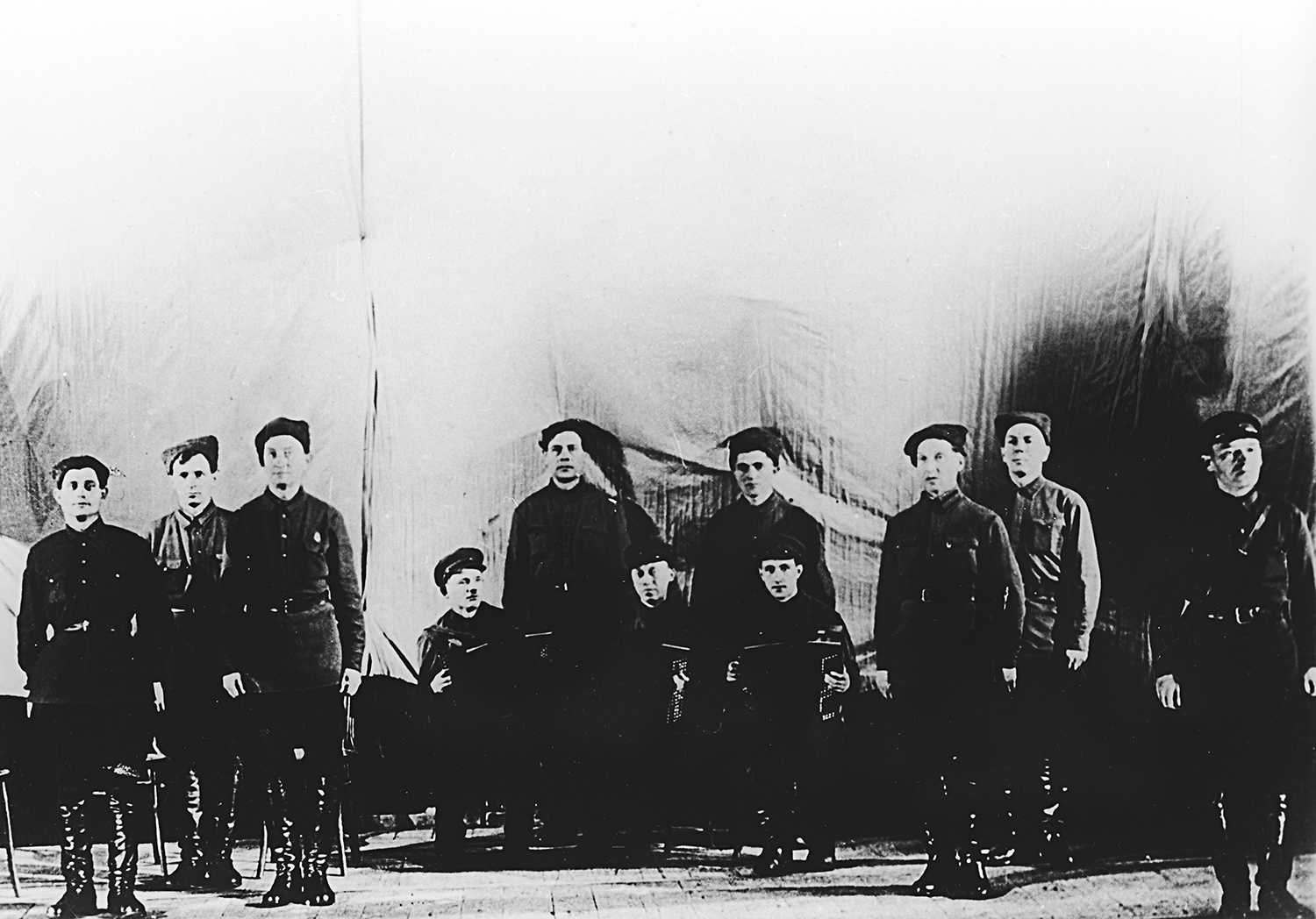
Pierwszy występ zespołu w Centralnym Domu Armii Czerwonej 12 października 1928

W latach 20. XX wieku w ZSRR nie istniały praktycznie żadne zespoły, które propagowałyby pieśń żołnierską, odpowiadającą potrzebom Armii Czerwonej. Nie istniał jeszcze gatunek profesjonalnej pieśni żołnierskiej, a w oddziałach wykonywano albo stare piosenki, pochodzące jeszcze z czasów carskich, albo nowe, z prymitywnymi tekstami układanymi przez amatorów do muzyki ludowej. Konieczność założenia zespołu odpowiadającego potrzebom chwili dostrzegł Feliks Daniłowicz, jeden z animatorów życia kulturalnego w moskiewskich garnizonach Armii Czerwonej. Z jego inicjatywy rozpoczęło się tworzenie zespołu muzyczno-wokalnego przy Centralnym Domu Armii Czerwonej im. Michaiła Frunzego. Do współpracy Daniłowicz zaprosił doświadczonego reżysera teatralnego Pawła Ilina, a kierownikiem muzycznym został kompozytor i dyrygent Aleksandr Wasiljewicz Aleksandrow, profesor moskiewskiego konserwatorium, późniejszy autor melodii hymnu Związku Radzieckiego i wielu innych pieśni masowych i żołnierskich. Początkowo naczelnikiem zespołu był Ilin, a Aleksandrow sprawował funkcję kierownika artystycznego. Dopiero od grudnia 1937 r. Aleksandrow został zatwierdzony w funkcji naczelnika i kierownika artystycznego.
Pierwotnie w skład zespołu wchodziło 12 artystów: zdublowany kwartet wokalny, dwóch tancerzy, akordeonista oraz deklamator. Pierwszy koncert zespół dał 12 października 1928 roku w Centralnym Domu Armii Czerwonej, a zaprezentowano wówczas montaż słowno-muzyczny „22 Krasnodarska Dywizja w pieśniach”. Koncert okazał się dużym sukcesem: „Wybrany materiał ściśle odpowiada tematowi wystąpienia, wykonanie jest ekspresyjne i wyraźne, całość sprawia wrażenie jaskrawej, interesującej i potrzebnej pracy” – pisano na łamach „Prawdy”. Od grudnia 1928 r. zespół został zaliczony do etatu Centralnego Domu Armii Czerwonej, otrzymując nazwę „Zespół czerwonoarmiejskiej pieśni Centralnego Domu Armii Czerwonej im. M.W. Frunze”; następnie przeszedł pod zarząd Centralnego Teatru Armii Czerwonej (do 1934 r.).
W 1929 roku chór pojechał na Daleki Wschód, aby dawać występy przed żołnierzami Specjalnej Armii Dalekowschodniej, w momencie konfliktu z Chińczykami o Kolej Wschodniochińską. Na występy artyści dojeżdżali ciężarówkami, wozami, a czasami zmuszeni byli podróżować pieszo. Także w tym roku zespół dokonał pierwszych nagrań na płyty gramofonowe. W latach 1929–1933 zespół dał wiele koncertów na budowach I pięciolatki (m.in. w Magnitogorsku i na budowie Turksibu), odwiedzał również poszczególne okręgi wojskowe. Dla zaspokojenia potrzeb został stworzony zespół-dubler, w takim samym składzie (później oba zespoły zostały połączone). W 1933 r. na jego etacie znajdowało się 30 osób.
W 1933 roku zespół po raz pierwszy wystąpił przed Józefem Stalinem – odtąd żaden państwowy koncert nie odbywał się bez udziału chóru. Z tego też powodu w połowie 1935 r. znacznie powiększono grupę chórzystów. Nieco wcześniej, w lutym 1935 r. po koncercie z okazji VII Zjazdu Rad została do niego dołączona grupa bałałajkarzy i domrzystów z Wszechzwiązkowego Radiokomitetu, tworząc razem z akordeonistami orkiestrę zespołu, a w 1936 r. dołączono także ukraiński zespół taneczny „Wichr”, który był podstawą do stworzenia pełnowartościowej grupy tanecznej. W grudniu 1935 r. zespół liczył już 135 artystów. W uznaniu zasług na polu propagowania sztuki ludowej i czerwonoarmiejskiej, 26 listopada 1935 r. zespół odznaczono po raz pierwszy Orderem Czerwonego Sztandaru i przyjął nazwę „Odznaczony Orderem Czerwonego Sztandaru Zespół Pieśni i Tańca Armii Czerwonej”.
W 1937 roku chór po raz pierwszy wyjechał za granicę, aby reprezentować sztukę radziecką na Wystawie światowej w Paryżu. Jego występy we Francji spotkały się z bardzo pozytywnym odbiorem – chór odniósł ogromny sukces, zdobywając Grand Prix wystawy. Podobnie dużym sukcesem okazała się podróż do Czechosłowacji. W 1938 grupa wróciła na Daleki Wschód, gdzie przez pięć miesięcy dawała występy w miastach, garnizonach oraz na okrętach wojennych floty znajdującej się na Pacyfiku. Potem chór został wysłany do żołnierzy walczących z Japończykami w czasie konfliktu nad jeziorem Chasan. W 1939 r. zespół udał się na wystąpienia na Wystawie światowej w Nowym Jorku, jednakże z powodu wybuchu II wojny światowej tournee zostało odwołane.

### II wojna światowa
Okres II wojny światowej był bardzo intensywnym dla zespołu. od 22 czerwca 1941 r. do 9 maja 1945 r. zespół dał ponad 1400 koncertów, w tym 742 na froncie. Zaraz po wybuchu wojny sowiecko-niemieckiej podzielono zespół (liczący wtedy prawie 200 artystów) na cztery grupy, z których trzy zostały wysłane na front, a czwarta pozostała w Moskwie, dając koncerty dla garnizonu, oddziałów udających się na front, w szpitalach polowych oraz w radiu. Wtedy też Aleksandrow napisał pieśń Święta Wojna, która stała się dla Rosjan symbolem wielkiej wojny ojczyźnianej. Pierwszy raz wykonano ja na Dworcu Białoruskim w Moskwie 28 czerwca 1941 r. W 1942 i 1943 r. zespół występował w Kostromie, Riazaniu, Kalininie, Tule, Gorkim, Kujbyszewie, a także na Froncie Briańskim i Froncie Zachodnim, w 1944 r. zaś – w Leningradzie i na Froncie Karelskim oraz na Ukrainie. Na przełomie stycznia i lutego 1945 r. zespół udał się na występy do Finlandii, z którą kilka tygodni wcześniej ZSRR podpisał pokój. Występy i tu okazały się dużym sukcesem. W Dniu Zwycięstwa, 9 maja 1945 r. artyści występowali na Maneżu i placu Majakowskiego, a wieczorem dając uroczysty koncert w moskiewskim radiu.

### Po II wojnie światowej

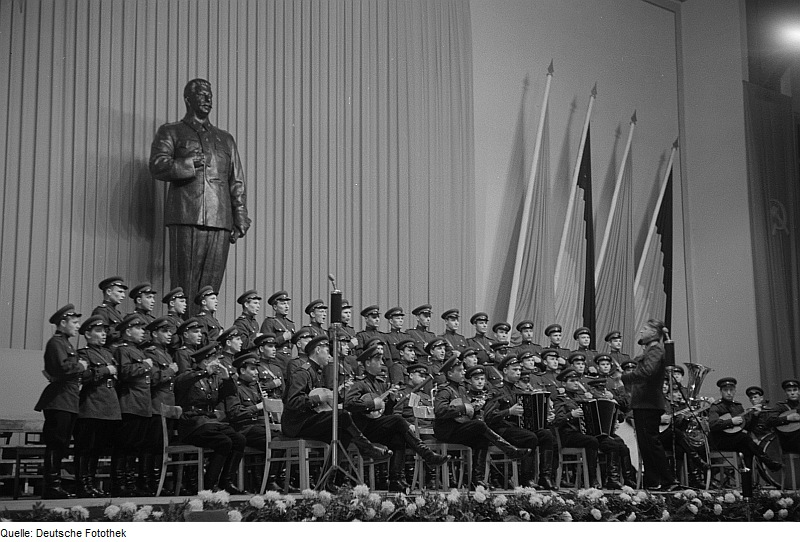
Chór Aleksandrowa w Lipsku (NRD), 1952

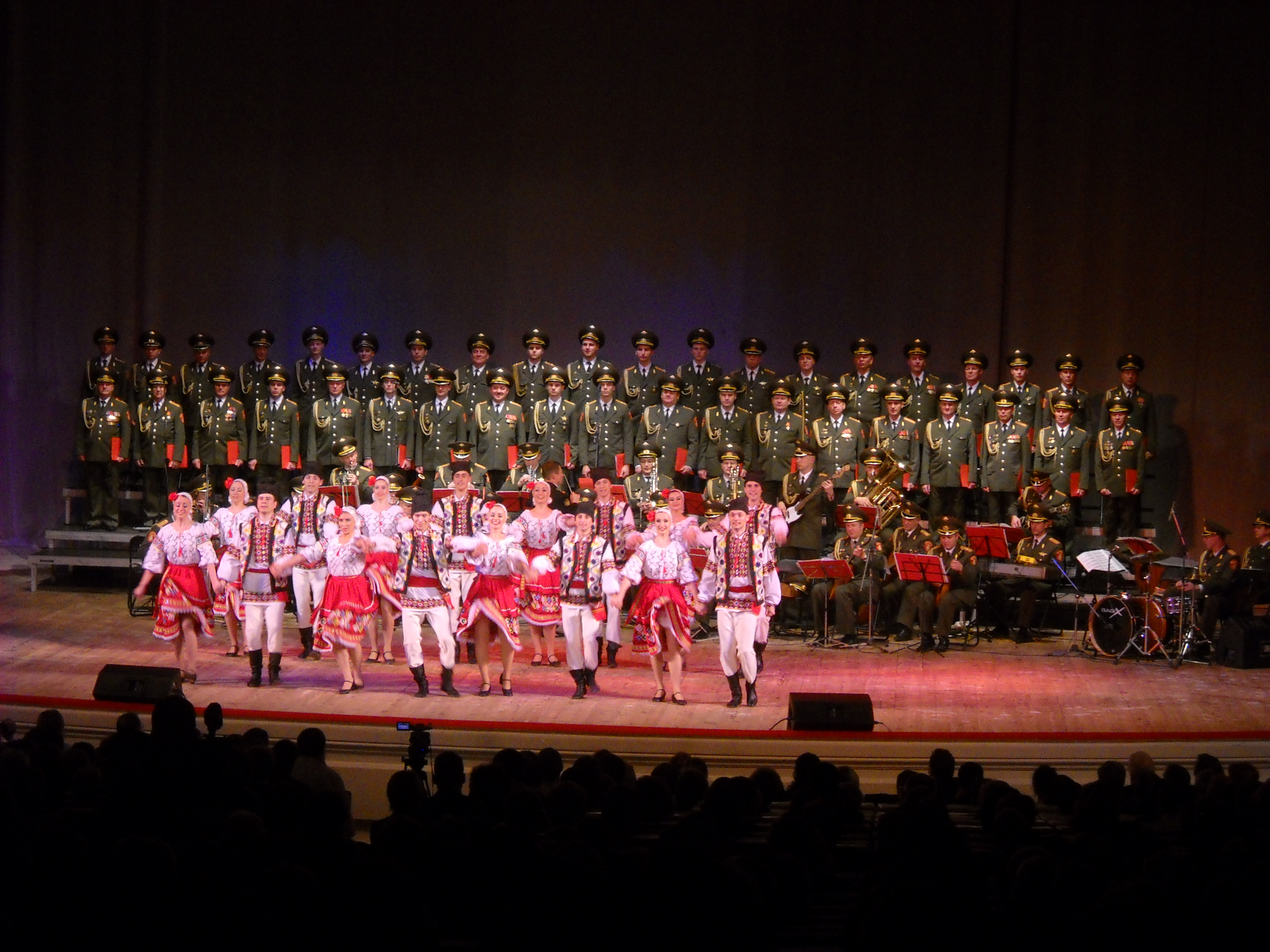
Chór Aleksandrowa i balet w czasie koncertu w Warszawie w 2009

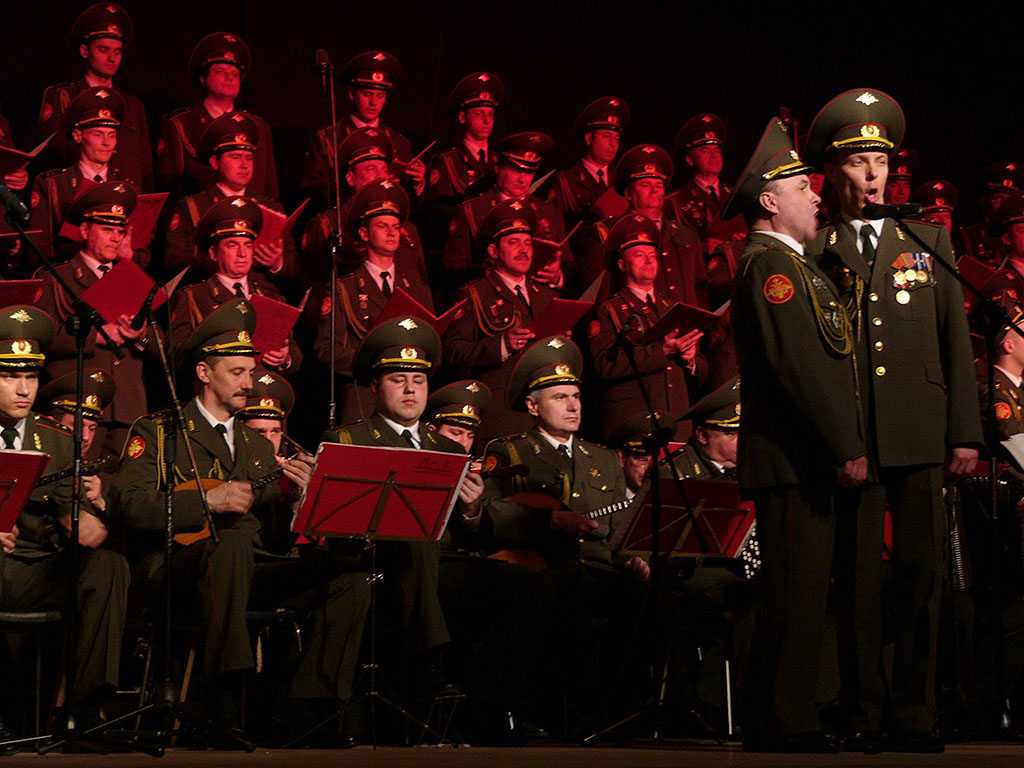
Chór Aleksandrowa w Bielsku-Białej, 2006

Po wojnie chór stał się znany na całym świecie. Zagraniczne wyjazdy rozpoczęły się w 1946 roku występami w Polsce i Czechosłowacji. Jeśli występy w Czechosłowacji okazały się dużym sukcesem (Czesi i Słowacy bardzo ciepło przyjęli artystów), to występy w Polsce już takie nie były (z listu Borysa Aleksandrowa do żony: „Na nasze nieszczęście, wyjazd się przeciąga. Teraz znajdujemy się w Warszawie. Warszawa jest cała zniszczona, żyjemy w ocalałym hotelu. Ruiny tego miasta sprawiają strasznie wrażenie. Mieszkam razem z ojcem. Jazda po Polsce jest nieprzyjemna. Mamy silną ochronę – z automatami i karabinami maszynowymi. Lepiej nie pokazywać się na ulicach wieczorem w mundurze. Po Czechosłowacji jest to jakieś piekło. Koncerty odbierane są znacznie słabiej. Nastrój u wszystkich bardzo kiepski (…) czasem napada nas taka chandra, że nie wiesz, co ze sobą zrobić”). Pod koniec tournee zespół występował w jednostkach niedaleko granicy niemieckiej, i Aleksandr Aleksandrow został zaproszony do Berlina, do kwatery marszałka Wasilewskiego, gdzie niespodziewanie zmarł na atak serca 8 lipca 1946 r. 16 sierpnia 1946 r. najwyższe władze ZSRR wyznaczyły najstarszego syna, Borysa, na naczelnika i kierownika artystycznego zespołu, którym pozostawał do 1987 r.
W II połowie lat 40. i początku lat 50. zespół podróżował do krajów „demokracji ludowej” (Polska, Czechosłowacja, NRD, Rumunia, Węgry, Bułgaria) oraz Chin, a w krajach zachodnich koncerty rozpoczęły się dopiero w okresie „odwilży” (wizyta w Anglii w 1956 r.).
W 1961 roku uzyskał nagrodę Akademii Francuskiej (najlepsza płyta roku). W 1978 roku, z okazji 50-lecia powstania, nadano mu status chóru akademickiego.
W 2004 roku zespół dał koncert w Watykanie z okazji urodzin papieża Jana Pawła II. W styczniu 2005 roku chór wziął udział w obchodach 60. rocznicy wyzwolenia obozu Auschwitz-Birkenau w Oświęcimiu. W maju 2009 roku wystąpił w trakcie interwałów pierwszego półfinału 54. Konkursu Piosenki Eurowizji organizowanego w Moskwie.
Chór Aleksandrowa dość często koncertował w Polsce, odwiedził takie miasta, jak: Warszawa (2010), Białystok (2004, 2017), Koszalin, Bydgoszcz, Łódź, Poznań, Kraków, Legnica (2013), Bielsko-Biała (2014), Elbląg, Lublin, Ostrowiec Świętokrzyski (2011, 2012), Stalowa Wola, Wrocław czy Wałbrzych (2015) oraz trzykrotnie Płock.
Podczas występów w Polsce chór włączył do repertuaru utwory w języku polskim, takie jak: Hej, sokoły, Czerwone maki na Monte Cassino, Róża czerwona… (z filmu Jak rozpętałem drugą wojnę światową), Brunetki, blondynki, Nie spoczniemy Czerwonych Gitar i inne.
Zespół koncertował w 74 krajach, wszędzie budząc podziw i emocje. Do końca 2016 dał około 2 tys. koncertów. Duże uznanie zdobył w Stanach Zjednoczonych, gdzie był stale zapraszany. Wielokrotnie nagradzany i honorowany wieloma wysokimi odznaczeniami państwowymi, cieszył się niesłabnącą popularnością.
Zgodnie z tradycją, zespół daje koncerty w okręgach wojskowych, jednostkach i oddziałach Armii Rosyjskiej, także na obszarach działań bojowych, np. w Afganistanie, Jugosławii, Naddniestrzu, Tadżykistanie, Czeczenii, Syrii, podnosząc tym samym morale żołnierzy.
Wszyscy członkowie mają nadane stopnie wojskowe i są żołnierzami zawodowymi lub kontraktowymi Sił Zbrojnych Federacji Rosyjskiej.

### Katastrofa lotnicza
25 grudnia 2016 doszło do katastrofy rosyjskiego samolotu Tu-154, na pokładzie którego znajdowało się 64 artystów Chóru Aleksandrowa oraz jego dyrektor i kierownik artystyczny gen. Walerij Chaliłow. Lecieli na występ w Latakii w Syrii. Nikt nie przeżył wypadku. Na pokładzie samolotu nie było znanego solisty Wadima Ananiewa. W sumie do Syrii poleciały dwa samoloty z zespołem. W pierwszym (który doleciał do celu) znajdowała się orkiestra, dwóch dyrygentów i kilku solistów. W drugim (który się rozbił) leciał balet, członkowie chóru i również kilku solistów.
Na początku 2017 roku chór został zreaktywowany, a 23 lutego zagrał pierwszy koncert w nowym składzie.

## Kompozycja zespołu

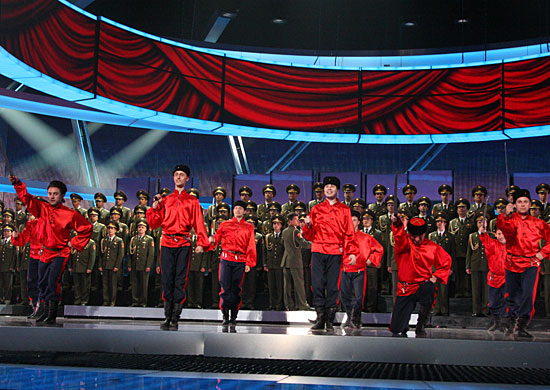
Grupa taneczna Chóru Aleksandrowa

### Chór
Chór, jak wiele innych chórów męskich, składa się z trzech głównych sekcji wokalnych – tenorów, barytonów i basów. W większości wykonywanych numerów są podzieleni na większą liczbę głosów, co daje w sumie 8 różnych linii wokalnych. W repertuarze chóru znajduje się ponad 2 tysiące utworów: od piosenek żołnierskich przez pieśni narodowe, pieśni ludowe, muzykę sakralną po utwory kompozytorów rosyjskich i światowych, a także światową muzykę popularną.

### Kierownictwo i dyrygenci
W różnych latach pracę chórmistrzowską i dyrygencką w zespole prowadzili wyróżniający się muzycy ZSRR i Rosji: K.P. Winogradow, B.G. Sokołow, B.J. Kulikow, E.C. Tytianko, J.B. Pietrow, A.P. Kułygin, B.J. Tusiejew, B.A. Fiedorow (został dyrektorem artystycznym i głównym dyrygentem zespołu), Igor Rajewski, Walerij Chaliłow. Obecnym kierownikiem chóru jest pułkownik Giennadij Saczeniuk.

### Orkiestra
Orkiestra, co stało się później typowe dla orkiestr wojskowych w ZSRR, jest połączeniem zachodnich i narodowych instrumentów, takich jak bałałajka, domra, bajan. W szczytowym okresie chóru w orkiestrze tej grało 38 żołnierzy muzyków.

### Grupa taneczna
Grupa taneczna składa się z 60 tancerzy obojga płci. Wykonują tańce ludowe, jak i napisane specjalnie dla zespołu.

## Muzyka rozrywkowa i eksperymentalna
Chór Armii Rosyjskiej bierze również udział w przedstawieniach związanych z luźniejszym repertuarem. Wykonywanie muzyki rozrywkowej znanej reszcie świata rozpoczął w 1987 roku. Wtedy to ansambl wziął udział w nagraniu elektronicznej „Opery kosmicznej” (Space Opera) Francuza Didiera Marouaniego. Płyta zyskała duży rozgłos, a dzięki niej pewna grupa artystów zainteresowała się pozyskaniem zespołu do podobnych przedsięwzięć. W czasie gdy istniał Związek Radziecki, do kierownictwa zgłosił się lider zespołu Pink Floyd, Roger Waters, który zaprosił artystów do wzięcia udziału w jego „The Wall Live in Berlin”, gdzie wykonywali m.in. „Bring the Boys Back Home” wraz z żeńską częścią chóru Bayerische Rundfunk. I ten występ okazał się sukcesem. Następny miał miejsce w 1993 roku w Helsinkach (Finlandia). Tu zespół wystąpił ze specyficznym zespołem rockowym – Leningrad Cowboys. Show, który przeszedł do historii pod nazwą Total Balalaika Show, był wielokrotnie od tego czasu wznawiany. Na koncercie chór i jego soliści wykonywali standardy takie jak „Yellow Submarine”, „Stairway to Heaven”, „California Girls” i „Knockin’ on Heaven’s Door”.
W roku następnym również wzięli udział w nagraniu albumu „Rouge” Jean-Jacquesa Goldmana, który na co dzień współpracuje z Garou czy Céline Dion.